# Ryosuke Maeda (fotbollsspelare född 1998)
Ryosuke Maeda (前田 椋介 Maeda Ryosuke?), född 2 mars 1998 i Miyazaki prefektur, är en japansk fotbollsspelare.
Maeda började sin karriär 2020 i Fukushima United FC. Han spelade 20 ligamatcher för klubben. 2021 flyttade han till Tegevajaro Miyazaki.